# Magnetische Polarisation
Die magnetische Polarisation ist eine physikalische Größe aus dem Bereich der Elektrodynamik makroskopischer Medien, die von der dielektrischen Polarisation zu unterscheiden ist. Sie kennzeichnet die magnetische Flussdichte innerhalb eines Magnetwerkstoffs abzüglich des Anteils des magnetischen Feldes im Vakuum. Sie wird daher auch als intrinsische magnetische Flussdichte bezeichnet. Ihr Formelzeichen ist {\displaystyle J}. Sie wird  im Internationalen Einheitensystem (SI) in der Einheit Tesla angegeben.

## Definition
Die magnetische Polarisation ist definiert als die Differenz der magnetischen Flussdichte Bm mit Materie und der magnetischen Flussdichte B0 im Vakuum bei der gleichen magnetischen Feldstärke {\displaystyle H}:
{\displaystyle {\begin{aligned}J&=B_{m}-B_{0}\\&=B_{m}-\mu _{0}\cdot H\end{aligned}}}
mit der magnetischen Feldkonstanten {\displaystyle \mu _{0}}.

## Zusammenhänge
{\displaystyle J} hängt zusammen:
- mit der Vakuumflussdichte {\displaystyle B_{0}} über die magnetische Suszeptibilität {\displaystyle \chi _{m}}:

{\displaystyle J=\chi _{m}\cdot B_{0}}
- mit der Magnetisierung {\displaystyle M} des Mediums über die magnetische Feldkonstante {\displaystyle \mu _{0}}:

{\displaystyle J=\mu _{0}\cdot M}.